# Stadion Bontsjoek
Het Stadion Bontsjoek (Bulgaars: Стадион „Бончук") is een multifunctioneel stadion in Doepnitsa, een plaats in Bulgarije. 
In het stadion is plaats voor 16.050 toeschouwers. Het stadion werd geopend in 1952. Het stadion wordt vooral gebruikt voor voetbalwedstrijden, de voetbalclub Marek Doepnitsa maakt gebruik van dit stadion. 

## Interlands
| Voetbalinterlands | Voetbalinterlands | Voetbalinterlands    | Voetbalinterlands | Voetbalinterlands | Voetbalinterlands |
| №                 | Datum             | Wedstrijd            | Uitslag           | Competitie        | Toeschouwers      |
| ----------------- | ----------------- | -------------------- | ----------------- | ----------------- | ----------------- |
| 1                 | 7 februari 1979   | Bulgarije – Roemenië | 1–1               | vriendschappelijk | 27.000            |